# Сухова, Агита Михайловна
Агита Михайловна Сухова — советский хозяйственный и государственный деятель, лауреат Государственной премии СССР за выдающиеся достижения в труде.

## Биография
Родилась в 1935 году в Ивановской области. Член КПСС.
В 1954—1991 — ткачиха Ивановского камвольного комбината Министерства лёгкой промышленности РСФСР.
По воспоминаниям Руфины Клязьминой,

Работали с большим энтузиазмом, не за страх, а за совесть. Благо, наставники помогали. У них-то и стремились перенять все самое лучшее. Когда я уже перешла в ткачи, уже было Стахановское движение. Уже звенели по всей Ивановской области, такие как Голубева, Валентина Николаевна, Максячкина, Нина Кузьминична, Сухова, Агита Михайловна, они, поскольку работали на Камвольном комбинате,— 
За большой личный вклад в дело увеличения выпуска и улучшения качества товаров народного потребления была в составе коллектива удостоена Государственной премии СССР за выдающиеся достижения в труде 1983 года.
Живёт в Иванове.

## Награды
- Орден Ленина
- Орден Знак Почёта